# Reidar Hedemann
Reidar Hedemann, född 3 februari 1912, död 18 februari 1985, var en norsk socialdemokratisk politiker, Arbeiderpartiet, journalist och motståndsman.
Reidar Hedemann gick ut Middelskolen på Hamar och fortsatte därifrån till Hamar Arbeiderblad som journalist. Han gick med i Arbeiderpartiet 1929 och arbetade som organisatör och agitator fram till kriget.
Från Hamar Arbeiderblad hämtades han till partiets huvudtidning, Arbeiderbladet i Oslo, där han arbetade tillsammans med Oddvar Aas, Arne Skouen, Per Monsen (som blev hans svåger), med flera.
Vid tyskarna inmarsch i Norge följde han med kung, regering och parti till Hamar (där hans far Rudolf Hedemann var en av dem som mötte kungen på Hamar station).
Reidar for första gången till Sverige maj 1940, och etablerade kontakt med bland annat det svenska försvaret.
Under den första ockupationstiden fungerade han som kunskapare och kurir mellan Oslo och den norska legationen i Stockholm. 1941 måste han permanent fly till Stockholm och blev assisterande pressattaché vid den norska legationen. I den rollen fungerade han som kontaktled i informationflödet mellan Hjemmefronten och regeringen i exil i London, vilket förorsakade en hel del uppmärksamhet från Säpo.
Vid krigsslutet blev han, efter en period på Arbeiderbladet, pressattaché i Stockholm och Helsingfors, positioner som drogs in 1950. Efter ett mellanspel som konsult i UD, frilansjournalist och diversearbetare anställdes han på Dagbladet 1954, där han blev resten av sitt yrkesliv.
Reidar och hans vapendragare Per Monsen, förekommer flitigt i berättelserna om dem som startade övervakningen av kommunisterna i egna, socialdemokratiska, led.